# بخش قنوج
بخش نیمروز (انگلیسی: Kannauj district) از بخش‌های ایالت اوتار پرادش هند است.